# Trigonopterus aeneomicans

Trigonopterus aeneomicans (лат.) — вид жуков-долгоносиков рода Trigonopterus из подсемейства Cryptorhynchinae (Curculionidae). Распространены в Индонезии, в провинции Западные Малые Зондские острова, на островах Ломбок (Santong, Sembalun, Senaru, Tetebatu) и Сумбава (Batu Dulang, Tepal). Обитают на высоте 830—1350 м.

## Описание
Мелкие нелетающие жуки-долгоносики, длина около 2 мм; в основном чёрного цвета с бронзовым отливом. Тело субовальное. От близкого вида Trigonopterus rinjaniensis отличается более бронзовым и менее чёрным  оттенком окраски. Крылья отсутствуют. Рострум укороченный, в состоянии покоя не достигает середины средних тазиков. Надкрылья с 9 бороздками. Коготки лапок мелкие. В более ранних работах упоминался как «Trigonopterus sp. 288».
Вид был впервые описан в 2014 году немецким колеоптерологом Александром Риделем (Alexander Riedel; Museum of Natural History Karlsruhe, Карлсруэ, Германия), совместно с энтомологами Рене Тэнзлером (Rene Tänzler; Zoological State Collection, Мюнхен), Майклом Бальке (Michael Balke; GeoBioCenter, Ludwig-Maximilians-University, Мюнхен, Германия), Кахийо Рахмади (Cahyo Rahmadi; Indonesian Institute of Sciences, Research Center for Biology, Cibinong, Западная Ява, Индонезия), Яйюк Сухарджоно (Yayuk R. Suhardjono; Zoological Museum, Cibinong Science Center - LIPI, Jl. Raya Jakarta-Bogor, Индонезия), осуществившими ревизию фауны жуков рода Trigonopterus на острове Ява. Включён в состав видовой группы T. saltator-group вместе с видами Trigonopterus enam, T. batukarensis, T. delapan, T. disruptus, T. dua, T. empat, T. fissitarsis, T. kintamanensis, T. klatakanensis и другими таксонами.